# Zamek w Mokrsku Górnym
Zamek w Mokrsku Górnym – ruiny późnogotyckiego zamku wzniesionego w XV wieku i rozbudowanego około 1520-1540 roku w formie renesansowej. Zlokalizowany jest na prawym brzegi rzeki Nidy w pobliżu wsi Mokrsko Górne. 

## Historia
XIV wiek
Miejscowość Mokrsko wymieniono w 1309 roku jako własność Piotra herbu Jelita, późniejszego kasztelana sandomierskiego. Drugim właścicielem był Tomisław herbu Jelita, zapewne brat Piotra, pełniący funkcję wojewody sandomierskiego w latach 1320-1330. Ówczesna siedziba rodu wznosiła się na kopcu typu motte na terenie parku dworskiego w pobliżu kościoła w Mokrsku Dolnym. Siedziba ta mogła być niewystarczająca dla wzrastających w znaczenie przedstawicieli rodu Jelitczyków, dlatego postanowiono zbudować murowany zamek na cyplu nad Nidą. Przypuszczalnie około 2 połowy XIV wieku wznieśli go synowie Piotra, którymi byli Klemens z Mokrska, kasztelan radomski (1363-1387) lub jego brat biskup krakowski Florian z Mokrska. Po Klemensie odziedziczyli majątek w Mokrsku jego synowie Klemens II, Florian, Andrzej. 
XV wiek
Po śmierci Floriana zamek w 1419 otrzymał Mikołaj Mokrski. W źródle z 1428 r. wspomniano o superiori castro in silva iacente dicto wulgariter i przypuszczalnie wiadomość ta odnosi się do drugiego nowego zamku, którego ruiny widoczne są do dzisiaj. W 1509 roku Mikołaj Mokrski sprzedał zamek i pobliskie włości za 2 tys. florenów węgierskich arcybiskupowi gnieźnieńskiemu Andrzejowi z Boryszowic, który kupił go dla swego bratanka Jana Róża (Jana Roza), chorążego krakowskiego. 
XVI wiek
W 1519 roku zamek Mokrsko był w posiadaniu Jana Ciołka z Żelechowa i Wilczysk, który w tymże roku zastawił go Jakubowi Sancygniowskiemu. Następnie zamek był w posiadaniu Piotra Zborowskiego, który w 1531 r. sprzedał go królowej Bonie Sforzie za 2 tys. florenów wraz z wsiami Wola Kawęcka, Tokarnia i Wolica. Możliwe, że w tym czasie przebudowę zamku w stylu renesansowym (na co wskazuje detal kamieniarski), przeprowadził w jej imieniu marszałek wielki koronny Piotr Kmita, który, wbrew temu co notowała starsza literatura, nigdy nie był właścicielem Mokrska.
W 1540 zanotowano jako właściciela zamku ponownie Jakuba Sancygniowskiego herbu Jelita. W 1598 r. Mokrsko Górne było w rękach Giebułtowskich herbu Lis, właścicieli pobliskiej wsi Łukowa.
XVII wiek
W XVII w. dobra Mokrsko stały się własnością wielkopolskiego rodu Chełmskich. Zamek rozbudowano w XVII wieku poprzez podwyższenie murów obwodowych. Jan Chełmski wydzielił z majątku Mokrsko Górne dla swej córki Marianny, wydanej za Mikołaja Ksiąskiego. W 1676 r. Mokrsko Górne odziedziczył jego syn Stanisław Ksiąski, miecznik owrucki, żonaty z Barbarą Ossolińską. 
XVIII - XIX wiek
Po nich zamek posiadała ich córka Konstancja. Konstancja wyszła za Stanisława Dembińskiego, wojewodę krakowskiego. Po jego śmierci w 1781 roku zamek posiadał Konstanty Moszczeński, generał adiutant królewski, żonaty z Ludwiką Michałowską, z którą miał dwoje dzieci – Konstancję i Franciszka. Dobra Mokrsko Górne otrzymała Konstancja, żonata powtórnie z Romanem Sołtykiem. Dnia lipca 1821 r. dobra Mokrsko Górne przekazała swym czterem córkom z pierwszego małżeństwa z Antonim hrabią Stadnickim, a te w 1842 r. sprzedały zamek Antoninie Stoińskiej, która posiadała majątek z ruinami zamku do 1854 r.

## Architektura
Zamek zbudowany był na planie zbliżonym do prostokąta o wymiarach 25 x 45 m. Od zachodu znajdował się budynek mieszkalny (pałac) z piwnicą i trzema nadziemnymi kondygnacjami o 300 m² powierzchni. Na najwyższej kondygnacji znajdowały się prawdopodobnie sale reprezentacyjne. Niemal identyczne obramienia okien jak w głównym budynku zamkowym w Mokrsku znajdowały się na drugim piętrze królewskiego zamku w Piotrkowie Trybunalskim oraz w pałacu króla Zygmunta I Starego na zamku na Wawelu. W południowej części zamku w Mokrsku zlokalizowano wysuniętą na zewnątrz wieżę bramną. 
Dziedziniec otoczony był murem obronnym z gankiem straży ze strzelnicami i miał wymiary 24 x 29 m. W końcu XVI lub początku XVII wieku zbudowano od południa nowy dwukondygnacyjny budynek. Obronność zamku wzmacniała otaczająca go fosa, a do zamku prowadziła grobla. 

## Galeria

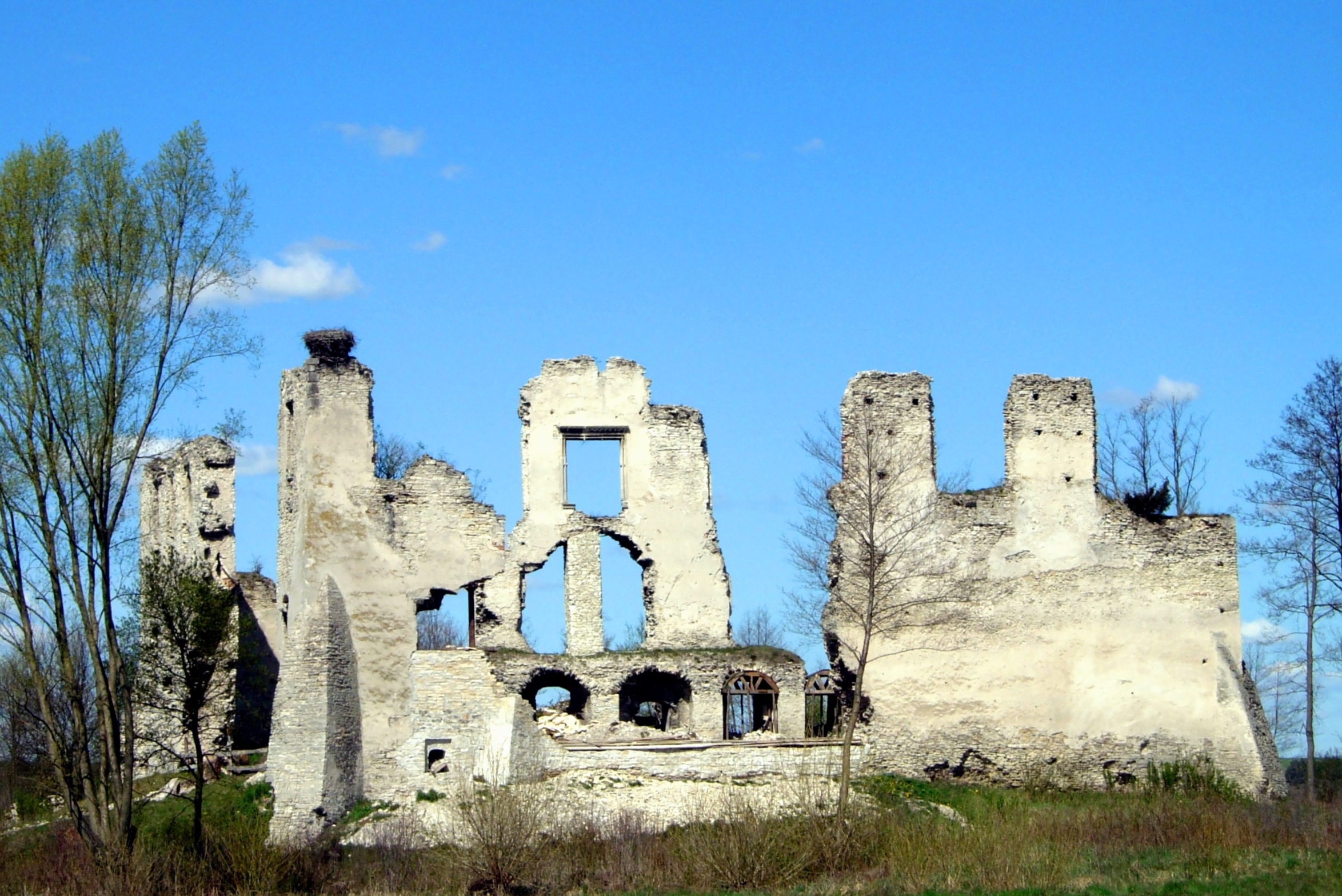
Ruiny zamku
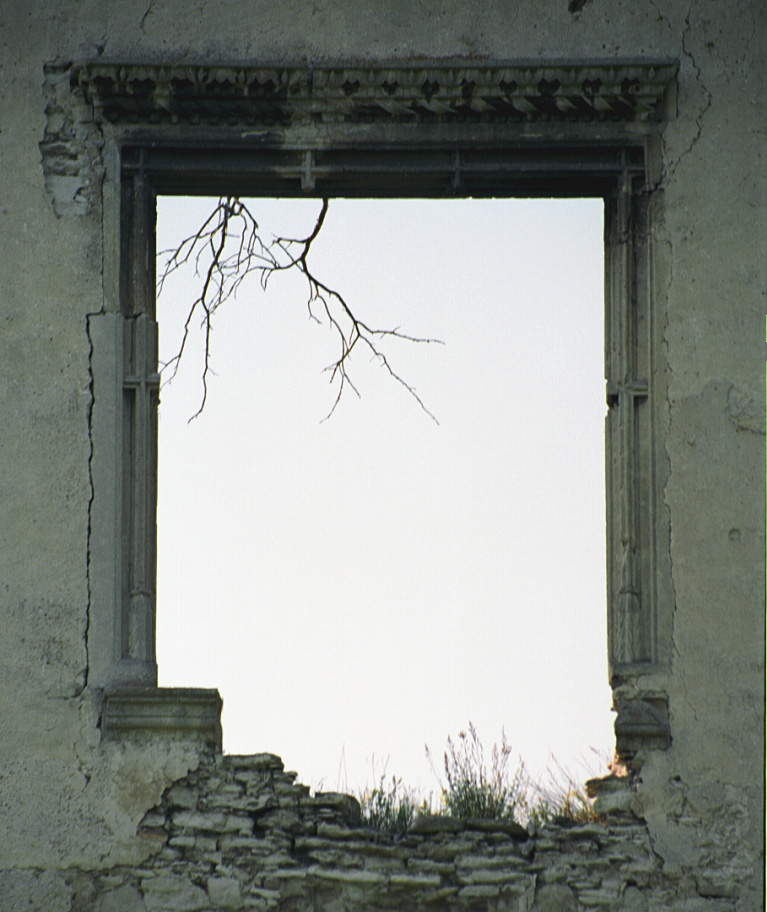
Renesansowe obramienie okna